# Monomma brunnipes kivuense
Monomma brunnipes kivuense es una subespecie de coleóptero de la familia Monommatidae.

## Distribución geográfica
Habita en Kivu (República Democrática del Congo).